# Nāḩiyat Barrī Sharqī
Nāḩiyat Barrī Sharqī (arabiska: ناحية بري شرقي) är ett subdistrikt i Syrien.   Det ligger i provinsen Hamah, i den centrala delen av landet, 190 km nordost om huvudstaden Damaskus.
Omgivningarna runt Nāḩiyat Barrī Sharqī är i huvudsak ett öppet busklandskap. Runt Nāḩiyat Barrī Sharqī är det glesbefolkat, med 14 invånare per kvadratkilometer.